# 村井俊哉
村井 俊哉（むらい としや、1966年 - ）は、日本の精神医学者。京都大学医学部教授。
大阪府生まれ。1991年京都大学医学部卒、98年同大学院医学研究科修了、「局在脳損傷にともなう重複記憶錯誤について」で医学博士。マックスプランク認知神経科学研究所、2001年京都大学医学部附属病院助手、2002年京都大学医学研究科精神医学教室講師、05年助教授、07年准教授、09年教授。

## 著書
- 『社会化した脳』エクスナレッジ 2007
- 『脳は利他的にふるまいたがる 報酬と行動のナゾを解く脳科学』PHPエディターズ・グループ 2009
- 『人の気持ちがわかる脳 利己性・利他性の脳科学』ちくま新書 2009
- 『精神医学を視る「方法」』日本評論社 2014
- 『精神医学の実在と虚構』日本評論社 2014

### 共編著
- 『精神科看護の知識と実際』吉田佳郎、平澤久一共編著 メディカ出版 臨床ナースのためのbasic & standard 2009
- 『依存学ことはじめ はまる人生、はまりすぎない人生、人生の楽しみ方』船橋新太郎編 帚木蓬生、谷岡一郎、廣中直行、西村周三共著 晃洋書房 2011
- 『精神科研修ノート』笠井清登、三村將、岡本泰昌、大島紀人共編 診断と治療社 研修ノートシリーズ 2011
- 『精神医学へのいざない 脳・こころ・社会のインターフェイス』野間俊一、深尾憲二朗共編 創元社 精神医学セミナー 2012
- 『精神医学のひろがり 拡張するフィールド』野間俊一、深尾憲二朗共編 創元社 精神医学セミナー 2013
- 『統合失調症』日本統合失調症学会監修 福田正人、糸川昌成、笠井清登共編集 医学書院 2013
- 『精神疾患の脳画像ケースカンファレンス 診断と治療へのアプローチ』福田正人監修 笠井清登、鈴木道雄、三村將共編集 中山書店 2014
- 『精神医学のおくゆき 深化するパラダイム』深尾憲二朗,野間俊一共編 創元社 精神医学セミナー 2015
- 『標準精神医学 第6版』野村総一郎、樋口輝彦監修 尾崎紀夫、朝田隆共編 医学書院 2015
- 『メンタルヘルスを学ぶ 精神医学・内科学・心理学の視点から』森本恵子、石井信子共編著 ミネルヴァ書房 2015

### 翻訳
- M.シュピッツァー『脳 回路網のなかの精神 ニューラルネットが描く地図』山岸洋共訳 新曜社 2001
- Wolfgang Hartje,Klaus Poeck 編『臨床神経心理学 第2版』波多野和夫共訳 文光堂 2004
- ナシア・ガミー『現代精神医学原論』みすず書房 2009
- ナシア・ガミー『現代精神医学のゆくえ バイオサイコソーシャル折衷主義からの脱却』山岸洋、和田央共訳 みすず書房 2012
- 米国精神医学会編『DSM-5精神疾患の診断・統計マニュアル』日本精神神経学会日本語版用語監修 髙橋三郎、大野裕監訳 染矢俊幸、神庭重信、尾崎紀夫、三村將共訳 医学書院 2014
- 米国精神医学会編『DSM-5精神疾患の分類と診断の手引』日本精神神経学会日本語版用語監修 髙橋三郎,大野裕監訳 染矢俊幸,神庭重信, 尾崎紀夫, 三村將共訳 医学書院 2014
- レイチェル・クーパー『精神医学の科学哲学』伊勢田哲治共監訳 植野仙経、中尾央、川島啓嗣、菅原裕輝訳 名古屋大学出版会 2015
- レイチェル・クーパー『DSM-5を診断する』植野仙経共訳 日本評論社 2015
- ナシア・ガミー『一流の狂気 心の病がリーダーを強くする』山岸洋共訳 日本評論社 2016